# Jungfrulek
Jungfrulek (franska: Les Bonnes) är en film från 1974 som regisserades av Christopher Miles. Den är baserad på teaterpjäsen av franske dramatikern Jean Genet. I filmen medverkar Glenda Jackson som Solange, Susannah York som Claire, Vivien Merchant som Madame, och Mark Burns som Monsieur. Solange och Claire är två hembiträden som utför sadomasochistiska ritualer då deras arbetsgivare (Madame) är borta. Fokus ligger på morden, och tar ställning för båda sidor.
Innan den spelades in för American Film Theatre, spelades den på Greenwich Theatre i London som teaterpjäs, med nästan samma roller som i filmen. The Filmfotografen Douglas Slocombe tog med mycket från Genet's teatraliska del av filmen. Kameran var ofta statisk.
Filmen visades också på Filmfestivalen i Cannes 1975, men deltog inte i huvudtävlingen.
Filmen hade Sverigepremiär den 13 december 1977.

## Rollista
- Glenda Jackson - Solange
- Susannah York - Claire
- Vivien Merchant - Madame
- Mark Burns - Monsieur

### Fotnoter
1. ↑  ”Jungfrulek”. Svensk filmdatabas. http://www.sfi.se/sv/svensk-filmdatabas/Item/?type=MOVIE&itemid=5498&ref=%2ftemplates%2fSwedishFilmSearchResult.aspx%3fid%3d1225%26epslanguage%3dsv%26searchword%3dJungfrulek%26type%3dMovieTitle%26match%3dContain%26page%3d1%26prom%3dFalse. Läst 25 december 2012.
2. ↑  Berättelsen om systrarna Papin filmatiserades 1995 som Sister My Sister, med brittiske skådespelaren Joely Richardson, Jodhi May och Julie Walters. Filmen regisserades av Nancy Meckler och manus skrevs av Wendy Kesselman. Temat återkom också i Les Blessures assassines, en fransk film från år 2000 med Sylvie Testud och Julie-Marie Parmentier som regisserades av Jean-Pierre Denis.
3. ↑  ”Festival de Cannes: The Maids”. festival-cannes.com. http://www.festival-cannes.com/en/archives/ficheFilm/id/2202/year/1975.html. Läst 4 maj 2009.
4. ↑  ”Svensk filmdatabas”. http://www.sfi.se/sv/svensk-filmdatabas/Item/?type=MOVIE&itemid=5498&ref=%2ftemplates%2fSwedishFilmSearchResult.aspx%3fid%3d1225%26epslanguage%3dsv%26searchword%3dThe+Maids%26type%3dMovieTitle%26match%3dContain%26page%3d1%26prom%3dFalse. Läst 13 mars 2012.